# میک دی ملیو
میک دی مِلیو (فرانسوی: Mike Di Meglio‎؛ زادهٔ ۱۷ ژانویهٔ ۱۹۸۸ در تولوز، فرانسه) رانندهٔ موتو جی‌پی است. او هم‌اکنون برای تیم دوکاتی رانندگی می‌کند.